# Uładzimir Makouski
Uładzimir Michajławicz Makouski (biał. Уладзімер Міхайлавіч Макоўскі, ros. Владимир Михайлович Маковский, Władimir Michajłowicz Makowski; ur. 23 kwietnia 1977 w Mołodeczno, ZSRR) – białoruski piłkarz, grający na pozycji napastnika, reprezentant Białorusi.

## Kariera piłkarska

### Kariera klubowa
Wychowanek DJuSSz w Mołodeczno. Rozpoczął karierę piłkarską w miejscowym klubie FK Mołodeczno, skąd w 1996 trafił do Dynama Mińsk. Latem 1997 przeszedł do Dynama Kijów. W podstawowej jedenastce rozegrał tylko 14 meczów, występował przeważnie w drugiej drużynie Dynama, a potem na wypożyczeniu w takich klubach jak Bałtika Kaliningrad, Worskła Połtawa, CSKA Kijów, Zakarpattia Użhorod, Dynama Mińsk, Tarpeda Mińsk. Latem 2004 przeniósł się do azerskiego Interu Baku. Po wygaśnięciu kontraktu na początku 2007 został piłkarzem FK Daryda. W 2008 bronił barw Naftanu Nowopołock, a w 2009 Hranita Mikaszewicze. W 2010 został piłkarzem drugoligowego klubu FK Haradzieja.

### Kariera reprezentacyjna
W reprezentacji Białorusi wystąpił 28 razy, zdobył 4 bramki.

## Sukcesy i odznaczenia

### Sukcesy klubowe
- mistrz Białorusi: 1997
- wicemistrz Białorusi: 1996
- brązowy medalista Mistrzostw Białorusi: 2003
- mistrz Ukrainy: 1998, 1999

### Sukcesy indywidualne
- piłkarz roku w Białorusi: 1996